# André Le Gall (professeur)
Pour les articles homonymes, voir André Le Gall et Le Gall.
Ne doit pas être confondu avec André Le Gal.
André Le Gall, né le 9 janvier 1904 et mort le 15 février 2004, est un professeur agrégé de philosophie,  et psychologue français.

## Œuvres
- Caractérologie des enfants et des adolescents à l'usage des parents et éducateurs, PUF, 1950, 458 p.
- Les insuccès scolaires, PUF, coll. « Que sais-je ? », 1954